# Manuel J. Castilla
Manuel José Castilla (Cerrillos, 14 de agosto de 1918 - Salta, 19 de julio de 1980), habitualmente citado como Manuel J. Castilla, fue un poeta, letrista, escritor y periodista argentino.

## Biografía
Nació en la casa ferroviaria de la estación de Cerrillos (en la provincia de Salta).
Fue un escritor cuya raíz folclórica siempre estuvo presente en su obra. Su poesía celebratoria, identificada con el hombre, su tierra natal y la naturaleza, alcanzó su punto más alto en Los cantos del gozante uno de sus últimos libros. 
Fue uno de los fundadores del movimiento La Carpa, que aglutinó durante los años cuarenta a grandes poetas del noroeste argentino como
María Adela Agudo,
Raúl Galán,
Julio Ardiles Gray,
María Elvira Juárez y
Sara San Martín de Dávalos, entre otros.
También fue periodista en los diarios El intransigente y Salta, autor de letras de canciones y recopilador de coplas folclóricas.
Escribió la letra de muchas obras musicalizadas por su inseparable amigo, el Cuchi Leguizamón, hoy clásicos pero que en su momento contribuyeron a la renovación del folclore argentino. su obra extensa y diversa mereció muchas veces el reconocimiento oficial y de sus pares, siendo considerado una de las voces más importantes de la poesía argentina y latinoamericana.
Su obra literaria fue largamente celebrada y premiada. En 1957 obtuvo el Premio Regional de Poesía del Norte (1954-1956, Dirección General de Cultura de la Nación). Por su libro Norte adentro recibió el premio Juan Carlos Dávalos. En el período 1958-1960, el Gobierno de Salta lo distinguió por el poemario El cielo lejos.
En 1964 recibió el premio del Fondo Nacional de las Artes (Mendoza) por Bajo las lentas nubes. En 1967 recibió el Tercer Premio Nacional de Poesía por su obra Posesión entre pájaros. Entre otras de sus más importantes distinciones se incluyen el Gran Premio de Honor de la Sociedad Argentina de Escritores (1973), el Primer Premio Nacional de Poesía del Ministerio de Educación y Cultura de la Nación (trienio 1970-72) y el Primer Premio Nacional de Poesía del Ministerio de Educación y Cultura de la Nación (trienio 1973-75). Sobre sus últimos años, su libro Cantos del Gozante (1972) fue uno de los más reconocidos.
La poesía de Castilla es una poesía de alto vuelo poético, ligada al paisaje y al hombre. Si bien esta característica es compartida en mayor o menor medida por la poesía de todo el interior de la Argentina, en el caso de Castilla cobra una dimensión diferenciadora. la poesía de Castilla aparece fusionada con elementos de las cosmovisiones de la América inmemorial, su prosa poética De solo estar es harto ilustrativa en ese sentido, el personaje es el tiempo, y la acción transcurre en un presente continuo: el mundo está aconteciendo ante los ojos del poeta.
La literatura de Castilla tuvo una amplia influencia en toda la literatura del Noroeste argentino y del interior en general, fue él el primero en introducir la poesía social en ese ámbito.
Falleció en Salta el 19 de julio de 1980 y fue sepultado en el Cementerio de la Santa Cruz.

## Obras

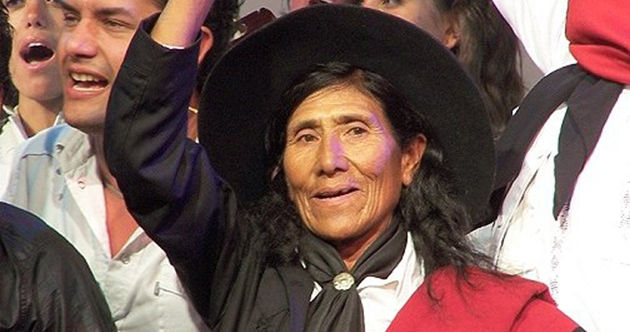
La coplera salteña Eulogia Tapia (1945-) inmortalizada en la zamba de Manuel J. Castilla «La pomeña» (1969), con música del Cuchi Leguizamón. Posteriormente Roberto Fontanarrosa se inspiraría en su nombre para un personaje de su historieta Inodoro Pereyra, el Renegau.

- Agua de lluvia (1941).
- Luna muerta (1944).
- La niebla y el árbol (1946).
- Copajira (1949, 1964, 1974).
- La tierra de uno (1951, 1964).
- Norte adentro (1954).
- De solo estar, prosa (1957).
- El cielo lejos (1959).
- Bajo las lentas nubes (1963).
- Amantes bajo la lluvia (1963).
- Posesión entre pájaros (1966).
- Andenes al ocaso (1967).
- La pomeña (1969).
- Tres veranos (1970).
- El verde vuelve (1970).
- Cantos del gozante (1972).
- Triste de la lluvia (1977).
- Cuatro carnavales (1979).
- Coplas de Salta, prosa (1972).
- Zamba de Balderrama